# Episodi di NCIS: New Orleans (quinta stagione)
La quinta stagione della serie televisiva NCIS: New Orleans, composta da 24 episodi, è stata trasmessa in prima visione assoluta negli Stati Uniti d'America sul canale CBS dal 25 settembre 2018 al 14 maggio 2019.
In Italia la serie è stata trasmessa in prima visione assoluta su Rai 2 dal 14 giugno al 18 ottobre 2020.
| nº | Titolo originale            | Titolo italiano               | Prima TV USA      | Prima TV Italia   |
| -- | --------------------------- | ----------------------------- | ----------------- | ----------------- |
| 1  | See You Soon                | A presto                      | 25 settembre 2018 | 14 giugno 2020    |
| 2  | Inside Out                  | False apparenze               | 2 ottobre 2018    | 14 giugno 2020    |
| 3  | Diplomatic Immunity         | Immunità diplomatica          | 9 ottobre 2018    | 21 giugno 2020    |
| 4  | Legacy                      | Di padre in figlio            | 16 ottobre 2018   | 21 giugno 2020    |
| 5  | In the Blood                | Sangue del mio sangue         | 23 ottobre 2018   | 2 luglio 2020     |
| 6  | Pound of Flesh              | Una libbra di carne           | 30 ottobre 2018   | 9 luglio 2020     |
| 7  | Sheepdogs                   | Cani da pastore               | 13 novembre 2018  | 16 luglio 2020    |
| 8  | Close to Home               | I re Aztechi                  | 20 novembre 2018  | 23 luglio 2020    |
| 9  | Risk Assesment              | Partita doppia                | 4 dicembre 2018   | 30 luglio 2020    |
| 10 | Tick Tock                   | Tic tac                       | 11 dicembre 2018  | 2 agosto 2020     |
| 11 | Vindicta                    | Castigo                       | 15 gennaio 2019   | 3 agosto 2020     |
| 12 | Desperate Navy Blues        | Le mogli della Marina         | 22 gennaio 2019   | 9 agosto 2020     |
| 13 | X                           | Virus X                       | 12 febbraio 2019  | 10 agosto 2020    |
| 14 | Conspiracy Theories         | Delitto per delitto           | 19 febbraio 2019  | 17 agosto 2020    |
| 15 | Crab Mentality              | Sabotaggio                    | 26 febbraio 2019  | 23 agosto 2020    |
| 16 | Survivor                    | Sopravvissuto                 | 12 marzo 2019     | 24 agosto 2020    |
| 17 | Reckoning                   | Resa dei conti                | 26 marzo 2019     | 30 agosto 2020    |
| 18 | In Plain Sight              | Alla luce del sole            | 2 aprile 2019     | 31 agosto 2020    |
| 19 | A House Divided             | Una famiglia perfetta         | 9 aprile 2019     | 13 settembre 2020 |
| 20 | Jackpot                     | Jackpot                       | 16 aprile 2019    | 20 settembre 2020 |
| 21 | Trust Me                    | Fidati di me                  | 23 aprile 2019    | 27 settembre 2020 |
| 22 | Chaos Theory                | La teoria del caos            | 30 aprile 2019    | 4 ottobre 2020    |
| 23 | The River Styx, Part I e II | Missione recupero 1 e 2 parte | 7 maggio 2019     | 11 ottobre 2020   |
| 24 | The River Styx, Part I e II | Missione recupero 1 e 2 parte | 14 maggio 2019    | 18 ottobre 2020   |

## A presto
- Titolo originale: See You Soon
- Diretto da: James Hayman
- Scritto da: Christopher Silber

### Trama
Mentre Pride combatte per la sua vita in terapia intensiva, il resto della squadra cerca Amelia Parsons prima che possa uccidere definitivamente Pride.
- Guest star: Ellen Hollman (Amelia Parsons), Chelsea Field (Rita Devereaux), Shanley Caswell (Laurel Pride), Amy Rutberg (donna), Mark Harmon (Agente speciale NCIS Leroy Jethro Gibbs), Jack (Alex Stage), Artrial Clark (Autista), Ashley J. Ziegler (Diane), Erika Ashley (Infermiera traumatologica), Jenny Mercein (Chirurgo traumatologico), Doug Wilcox (EMT), Olga Wilhelmine (Elicotterista EMT), Annika Pampel (Madre di Pride da giovane)

- Ascolti Italia: telespettatori 1 175 000 – share 5,03%.[1]

## False apparenze
- Titolo originale: Inside Out
- Diretto da: Edward Ornelas
- Scritto da: Adam Targum

### Trama
La squadra è alla ricerca di un gruppo di assassini addestrati responsabili del trasporto di un produttore di bombe a New Orleans; A Pride viene offerta una promozione e l'agente Hannah Khoury arriva in ufficio come sostituta di Pride.
- Guest star: Carlos Gómez (Vicedirettore Dan Sanchez), Tim Griffin (Smith), Shanley Caswell (Laurel Pride), Erik Schultz (Commando #3), Kevin Reid (Commando #4), Mike Seal (Commando #2), Sammy Nagi Njuguna (Autista Van), Stephen Walker (Capitano civile).

- Ascolti Italia: telespettatori 1.041.000 – share 5,03%.[1]

## Immunità diplomatica
- Titolo originale: Diplomatic Immunity
- Diretto da: Gordon Lonsdale
- Scritto da: Greta Heinemann e Rob Kerkovich

### Trama
L'indagine sull'omicidio di un comandante della Marina attaccato a un vertice internazionale si complica quando una figura chiave dell'indagine si avvicina a Sebastian; Pride si adegua alla sua nuova posizione.
- Guest star: Ayman Samman (Ambasciatrice UAE Jafari Hariri), Izzie Steele (Carmen Delahoy), Reggie Lee (Steven Thompson), Sammy Sheik (Aram Nader), Christina Smith (Ginny Young), Jean Zarzour (Diplomatico egiziano Eman Abaza), Jeane Kang (Agente #1), Kamran Shaikh (Guardia), Mariyah Francis (Figlia), Maya Butler (JAG #2), Nikhil Prakash (Mikael Basara), Phillip Mullings Jr. (JAG #1), Zach Rogers (Funzionario per gli affari esteri Spencer Morrison), Joel Ware (papà).

- Ascolti Italia: telespettatori 1 286 000 – share 5,76%.[2]

## Di padre in figlio
- Titolo originale: Legacy
- Diretto da: LeVar Burton
- Scritto da: Chad Gomez Creasey

### Trama
Il team dell'NCIS indaga sull'omicidio di un sottufficiale trovato sotto un peschereccio di gamberetti. Nel frattempo, Pride assiste LaSalle negli affari del suo defunto padre, indagato per frode fiscale.
- Guest star: Anthony Nguyen (Eddie Dao), Emily Shaffer (Leila Addison), Johnny Tran (Dith Trang), Tom Proctor (Brett Wilkins), Victoria Platt (Agente IRS Michelle Silvera), Vivien Ng (Amy Trang), Angel Henson Smith (Agente CGIS), Bao Nguyen (Ragazzo preadolescente), Cung Nguyen (Elder Fisherman), Trey Nolde (Connor Addison), Lan Phong-Thi Nguyen (Mamma), Trieu Cong Nguyen (Padre), Christina Smith (Ginny Young).

- Ascolti Italia: telespettatori 1.105.000 – share 5,64%.[2]

## Sangue del mio sangue
- Titolo originale: In the Blood
- Diretto da: James Whitmore Jr.
- Scritto da: Ron McGee

### Trama
Quando una scatola di ricordi d'infanzia di Pride viene trovata in un container dove sono stati assassinati quattro suprematisti bianchi, l'indagine porta Pride ad affrontare il passato e a scoprire i segreti di suo padre.
- Guest star: Alice Kremelberg (Arlene), Amy Rutberg (Angel), Bryan Terrell Clark (Todd Jamieson), Jason Alan Carvell (Jimmy Boyd), Melinda McGraw (Gina Powell), Stacy Keach (Cassius Pride), Mark Kubr (Red), Annika Pampel (Madre di Pride), Craig Cauley Jr. (Jimmy da giovane), Justin Miles (Cassius da giovane), Keyara Milliner (Donna), Nick Basta (Dario Silva), Preston Richardson (Dwayne da giovane).

- Ascolti Italia: telespettatori 800 000 – share 4,30%.[3]

## Una libbra di carne
- Titolo originale: Pound of Flesh
- Diretto da: Hart Bochner
- Scritto da: Talicia Raggsp

### Trama
Pride riceve la notizia che la sua assistente è scappata da un rapitore e la squadra dell'NCIS indaga. Scoprono che il rapitore era interessato a prelevare i suoi organi per venderli al mercato nero.
- Guest star: Danny Burstein (dott. Vincent Welles), Geoffrey Owens (Comandante Calvin Atkins), Joe Carroll (dott. Brent Stokely), Karen Obilom (Zaire Dupre), Rebecca Haden (dott.ssa Susan Francis), Christina Smit (Ginny Young), Joaquin Montes (Ignacio Marquez), Nicholas Bordelon (Daniel York), Samantha Smith (Infermiera), Taneka Johnson (Receptionist).

- Ascolti Italia: telespettatori 729 000 – share 4,00%.[4]

## Cani da pastore
- Titolo originale: Sheepdogs
- Diretto da: Michael Zinberg
- Scritto da: Brooke Roberts

### Trama
La squadra indaga su un'autobomba nei pressi dei quartieri francesi che porta a una serie di attentati intorno a New Orleans. Nel frattempo, Gregorio scopre che Hannah ha una figlia.
- Guest star: Medalion Rahimi (Yasmin Hendricks), Rebecca Wisocky (Bernadine Caldwell), Emonie Ellison (Studente #2), Mary Peyton Hodge (Figlia), Murtaza Ghulam-Ali (Studente  #1), Ryan Anthony Williams (Seaman Kyle Jones), Teddy Newberry Cole (Freddy).

- Ascolti Italia: telespettatori 793 000 – share 4,21%.[5]

## I re Aztechi
- Titolo originale: Close to Home
- Diretto da: Tony Wharmby
- Scritto da: Katherine Beattie

### Trama
Il team NCIS mette un informatore in custodia protettiva durante un'indagine per omicidio. Nel frattempo, Pride ha bisogno dell'aiuto di suo fratello per ottenere la fiducia di un informatore.
- Guest star: Jason Alan Carvell (Jimmy Boyd), Marcos Palma (Leo Reyes), Octavio Rodriguez (Mateo Diaz), Reggie Lee (Steven Thompson), Robert Neary (Ufficiale Carter), Tori Kostic (Mari Foster), James Evermore (Milton Gordon), Lisa Young (Amministratore Darcy Paterson), Rhonda Dents (Alma), Sherri Eakin Sande (Sergente Kate Dunn), Christian Mann (Recluta senza fiato).

- Ascolti Italia: telespettatori 794 000 – share 4,59%.[6]

## Partita doppia
- Titolo originale: Risk Assessment
- Diretto da: Tessa Blake
- Scritto da: Elizabeth Rinehart

### Trama
Dopo che un appaltatore della Marina viene misteriosamente assassinato, la squadra inizia le indagini e porta alla luce le prove che la vittima ha vissuto due vite separate per decenni.
- Guest star: Jason Alan Carvell (Jimmy Boyd), Jill Paice (Molly Bell), Madison Thompson (Leah Bell), Rowan Smyth (Sam Bell), Samantha Soule (Amanda Landry), Sean Grandillo (Charlie Landry), Andrew Rush (Jacob Bell/Jacob Landry), Jackie Dallas (Assistente sociale).

## Tic tac
- Titolo originale: Tick Tock
- Diretto da: Stacey K. Black
- Scritto da: Christopher Silber

### Trama
Pride viene rapito da due uomini mascherati e costretto a svolgere una serie di compiti per loro al fine di salvare Wade e suo padre, che sono tenuti prigionieri.
- Guest star: Stacy Keach (Cassius Pride).

- Ascolti Italia: telespettatori 1 121 000 – share 6,59%.[7]

## Castigo
- Titolo originale: Vindicta
- Diretto da: James Hayman
- Scritto da: Adam Targum

### Trama
Dopo la morte del padre di Pride, il team dell'NCIS interroga le persone responsabili. Pride sospetta che potrebbero essere coinvolti ex agenti dei servizi segreti.
- Ascolti Italia: telespettatori 829 000 – share 4,46%.[8]

## Le mogli della marina
- Titolo originale: Desperate Navy Wives
- Diretto da: Michael Zinberg
- Scritto da: Chad Gomez Creasey

### Trama
Mentre è sotto copertura, Gregorio si unisce a un club per mogli militari dopo che uno dei membri è stato contattato da un fuggitivo dell'elenco dei più ricercati dell'FBI.
- Guest star: Annika Boras (Michelle), Lea Coco (Manning), Mandi Masden (Katie Fisher), Samantha Massell (Ashley Curtis), Andre Shanks (Anxious Teller), Grovannie Cruz (Mamma sovraeccitata), Lauren Helling (Christina), Leon Shelly (Ufficiale NOPD), Demi Wells (Figlia di Katie), Ean Hills (Figlio di Katie), Adrienne Loosemore (Cammie).

- Ascolti Italia: telespettatori 1 125 000 – share 7,00%.[9]

## Virus X
- Titolo originale: X
- Diretto da: Mary Lou Belli
- Scritto da: Greta Heinemann

### Trama
Il team dell'NCIS indaga sulla scomparsa di un biologo che trasporta un'arma biologica mortale dopo una sparatoria in un laboratorio. Nel frattempo, Gregorio e Sebastian litigano sulle loro abitudini come nuovi coinquilini. Inoltre, Hannah torna a New Orleans dopo un congedo personale.
- Guest star: Julee Cerda (LT Ford), LeVar Burton (uomo di colore), Raphae Sbarge (Grassley), Veanne Cox (Parker), Bradley Edward Royster (Peter Lankmire), Ivan Hoey Jr. (Tecnico di laboratorio).

- Ascolti Italia: telespettatori 720 000 – share 4,07%.[10]

## Delitto per delitto
- Titolo originale: Conspiracy Theories
- Diretto da: Tessa Blake
- Scritto da: Ron McGee

### Trama
La squadra di Pride sta indagando sull'omicidio di un informatore di Oliver Crane. L'ex partner di Hannah, Liam Somers, torna a farle visita per fornirle importanti informazioni su una sua vecchia attività.
- Guest star: Mark Gessner (Oliver Crane), Rob Benedict (Liam Somers), Brett Zimmerman (Guy DeWalt), Frank Pando (James Ferrington), Jason Alan Carvell (Jimmy Boyd), Lewaa Nasserdeen (Steve Betros), Venus Ariel (Naomi Porter), Anna Wright (donna sconvolta), Kristin Daniel (Ufficiale NOPD in uniforme), Stephen C. Lewis (Wallace Fanning).

- Ascolti Italia: telespettatori 788 000 – share 4,50%.[11]

## Sabotaggio
- Titolo originale: Crab Mentality
- Diretto da: Stacey K. Black
- Scritto da: Brooke Roberts

### Trama
Il team sta indagando su una serie di omicidi legati a un'azienda.
- Ascolti Italia: telespettatori 807 000 – share 4,20%.[12]

## Sopravvissuto
- Titolo originale: Survivor
- Diretto da: James Whitmore Jr.
- Scritto da: Cameron Dupuy e Sydney Mitchel

### Trama
Hannah è costretta a mettere sua figlia in custodia protettiva dopo aver scoperto che un terrorista che stava rintracciando quando era nella CIA sta cercando lei e la sua famiglia.
- Ascolti Italia: telespettatori 1 014 000 – share 5,60%.[13]

## Resa dei conti
- Titolo originale: Reckoning
- Diretto da: Gordon Lonsdale
- Scritto da: Christopher Silber e Adam Targum

### Trama
Pride torna all'ufficio di New Orleans dopo aver scoperto di essere stato riassegnato. Nel frattempo, il team dell'NCIS indaga sulla scomparsa di un sottufficiale.
- Ascolti Italia: telespettatori 1 177 000 – share 6,30%.[14]

## Alla luce del sole
- Titolo originale: In Plain Sight
- Diretto da: LeVar Burton
- Scritto da: Katherine Beattie

### Trama
Il team dell'NCIS indaga sull'omicidio dell'amico di Patton, un ex Navy Seal ucciso a colpi di arma da fuoco mentre lui guardava.
- Ascolti Italia: telespettatori 912 000 – share 4,50%.[15]

## Una famiglia perfetta
- Titolo originale: A House Divided
- Diretto da: Deborah Reinisch
- Scritto da: Elizabeth Rinehart

### Trama
Pride e il suo team indagano sull'omicidio di una persona di una ricca famiglia. Gli ostacoli iniziano a sorgere quando l'avvocato della famiglia inizia a coprirli e cerca di dichiarare la morte un incidente.
- Ascolti Italia: telespettatori 952 000 – share 4,70%.[16]

## Jackpot
- Titolo originale: Jackpot
- Diretto da: Mary Lou Belli
- Scritto da: Talicia Raggs

### Trama
Elvis Bertrand chiede a Pride di dimostrare l'innocenza di sua figlia quando è collegata a un caso di omicidio su cui l'NCIS sta indagando.
- Guest star: French Montana (se stesso), Tom Arnold (Elvis Bertrand), Lindsay Elston (Wendy Cotts).

- Ascolti Italia: telespettatori 1 086 000 – share 5,00%.[17]

## Fidati di me
- Titolo originale: Trust me
- Diretto da: Jen Derwingson-Peacock
- Scritto da: Austin Badgett e Ron McGee

### Trama
La squadra indaga sull'omicidio di un medico ucciso in quello che doveva sembrare un incidente. Nel frattempo, il marito di Hannah riemerge e comunica a Pride di avere nuove informazioni su Apollyon.
- Guest star: Hal Ozsan (Ryan Porter).

- Ascolti Italia: telespettatori 1 022 000 – share 4.2%.[18]

## La teoria del caos
- Titolo originale: Chaos Theory
- Diretto da: Edward Ornelas
- Scritto da: Brooke Roberts

### Trama
Pride e il suo team indagano su una serie di attentati in tutta New Orleans.
- Ascolti Italia: telespettatori 1 071 000 – share 4,5%.[19]

## Missione recupero 1ª parte
- Titolo originale: The River Styx, Part I
- Diretto da: James Hayman
- Scritto da: Chad Gomez Creasey

### Trama
Il tempo è essenziale quando un'operazione dell'FBI per catturare il leader di Apollyon va terribilmente storta e Pride e LaSalle sono costretti a salvare l'agente speciale dell'FBI Isler che è tenuto prigioniero in Ossezia del Sud.
- Guest star: Derek Webster (Agente speciale FBI Raymond Isler).

- Ascolti Italia : telespettatori 1 154 000 – share 4,62%.[20]

## Missione recupero 2ª parte
- Titolo originale: The River Styx, Part II
- Diretto da: [ames Whitmore Jr.
- Scritto da: Christopher Silber

### Trama
Hannah e il resto della squadra corrono contro il tempo per salvare Pride dal leader di Apollyon. Nel frattempo, mentre è tenuto prigioniero e drogato, Pride inizia ad avere allucinazioni di vari punti e sequenze temporali della sua vita.
- Ascolti Italia: telespettatori 1 040 000 - share 4,00%;[21]